# Жорновский заказник
«Жорновский заказник» (укр. Жорнівський заказник) — орнитологический заказник общегосударственного значения, расположенный на территории Киево-Святошинского района (Киевская область, Украина). 
Площадь — 90 га.

## История
Заказник был создан согласно Постановлению Совета министров УССР от 28 октября 1974 года № 500.
В 2015 году, в результате исследований Андреем Плигой в заказнике (за период 1974—2014 года) были обнаружены рубки площадью 4,3 га.

## Описание
Природоохранный объект создан с целью охраны ценных природных комплексов в южном Полесье. Заказник занимает квадраты 53, 55, 58 Жорновского лесничества на территории Жорновского сельсовета — на правобережной первой надпойменной террасе реки Ирпеньː непосредственно юго-западнее села Жорновка. Разделен на две частиː западную (кв. 53, 58) и восточную (кв. 55), квадратом 54.
На севере к восточной части заказника примыкает Жорновский парк садово-паркового искусства местного значения, площадью 5,2 га.
Ближайший населённый пункт — Жорновка; город — Боярка.

## Природа
Ландшафт заказника преимущественно представлен смешанным лесом. Растительность лесов представлена доминирующими породами деревьев сосна и дуб, а также берёза повислая, ольха чёрная (в понижениях). Подлесок представлен доминирующими видами лещина обыкновенная, крушина ломкая, рябина обыкновенная, а травяной ярус — копытень европейский, ландыш майский, колокольчик раскидистый, фиалка лесная.
Заказник является местом селения цапли серой. Встречаются аист чёрный, змееяд, подорлик, выдра речная.